# Municipio de Roanoke (condado de Warren
El municipio de Roanoke (en inglés: Roanoke Township) es un municipio ubicado en el  condado de Warren en el estado estadounidense de Carolina del Norte. En el año 2010 tenía una población de 1.214 habitantes.

## Geografía
El municipio de Roanoke se encuentra ubicado en las coordenadas 36°31′54.53″N 77°56′4.96″O / 36.5318139, -77.9347111.